# Armoriale delle famiglie italiane (Ge-Gh)
Questo è l'armoriale delle famiglie italiane il cui cognome inizia con le lettere che vanno da Ge a Gh.

## Armi

### Gei
| Stemma | Casato e blasonatura |
| ------ | --- |
|        | Geisser e Geisser Celesia di Vegliasco (Altstätten, in Torino, Roma, Stati Uniti) Titolo: baroni di San Vito D'azzurro, a tre stelle (6), 2, 1, accompagnate in punta da un crescente montante, il tutto d'oro (citato in (18)) |

### Gel
| Stemma | Casato e blasonatura |
| ------ | --- |
|        | Gelb (Merano) Titoli: nobile col predicato di Siegesstern inquartato: nel 1º e 4º d'oro al destrocherio, armato, uscente dal lato sinistro e impugnante una freccia di nero con penne rosse e posta in sbarra; nel 2º e 3º d'azzurro alla stella (6) d'oro (citato in (4) – Vol. III pag. 390) braccio destro armato al naturale uscente da destra afferrante con la mano di carnagione una freccia di nero posta in sbarra punta in alto impennata di rosso su oro - stella (6 raggi) di oro su azzurro (citato in LEOM) Cimiero: un leone d'oro nascente, lampassato di rosso, con la coda alzata e tenente con le zampe una alabarda d'oro, astata di nero |
|        | Gelich (Roma) Titoli: conte d'argento, al lupo fermo sulla pianura erbosa, col capo rivoltato ed un'aquila in atto di afferrarlo, il tutto al naturale, col capo di azzurro alla croce Avellana d'oro fasciata (citato in (4) – Vol. III pag. 390) lupo fermo testa rivolta verso - una aquila in atto di afferrarlo tutto al naturale su argento - croce avellana di oro su azzurro in capo (citato in LEOM) |
|        | Gellarulo (Molise) (la blasonatura non è stata ancora caricata) (citato in DAlena) |
|        | Gelli o Gelli del Lion Rosso (Firenze) D'azzurro, al monte di sei cime d'oro, sormontato da un giglio bottonato di rosso (citato in (15)) (DE) In Blau 1 rote Lilie und 1 schwebender goldener Sechsberg pfahlweise (citato in (28)) |
|        | Gelmi (Salò) inquartato nel 1º d'azzurro a due stelle bianche a sei punte; nel 2º con fasce fasciato a sei pezzi di rosso in campo giallo; nel 3º d'azzurro e di porpora; nel 4º a un volatile sormontante un piccolo colle (citato in Piovanelli) |
|        | Gelmini (Salorno) Titoli: nobile del S. R. I. col predicato di Kreutzhof troncato: a) di rosso alla croce di S. Andrea d'oro; b) d'azzurro alla campagna di verde sostenente un pavone al naturale con la ruota (citato in (4) – Vol. III pag. 391) croce di Sant'Andrea di oro su rosso - pavone in maestà con coda a ruota al naturale su terrazzo di verde su azzurro (citato in LEOM) Cimiero: la croce dello scudo fra due semivoli di rosso |
|        | Gelsi (Pistoia) Di verde, alla sbarra doppiomerlata di rosso (citato in (15)) |

### Gem
| Stemma | Casato e blasonatura |
| ------ | --- |
|        | Gemelli (Molvedo di Rezzonico (Como), Milano) Titoli: patrizio milanese, signore di Monticello di Rovagnate, Don e Donna fasciato di azzurro e d'argento, al capo di oro caricato di un'aquila di nero, coronata del campo, il tutto compreso in una bordura di rosso, caricata in capo ed in punta da una rosa d'oro e sui fianchi di due scettri dello stesso, le estremità in capo desinenti ciascuna in una rosa pure dello stesso, e le estremità in punta allargate, ricurve ed affrontate (citato in (4) – Vol. III pag. 391) fasciato di azzurro e di argento - capo d'Impero - bordura di rosso caricata in capo e in punta da una rosa di oro e ai fiacnhi da 2 scettri di oro a semicerchio cimati da una rosa dello stesso (citato in LEOM) |
|        | Gemelli (Radicena-Taurianova) Partito, nel primo d'azzurro al pino marittimo al naturale attorcigliato da una vite munita, ai lati, di due grappoli d'uva nera; nel secondo di rosso ai monti a sei colli sormontati da una stella ad otto punte d'oro |
|        | Gemelli (Orta) Di rosso, allo scudetto accostato da due scettri (?) curvi, d'oro, lo scudetto fasciato d'azzurro e d'argento, con il capo d'oro, carico di un'aquila di nero (citato in (18)) |
|        | Gemelli (Sicilia) d'azzurro, a due bambini gemelli di carnagione, affrontati sopra una pianura di verde, addestrati da un pastorale di nero, piantato sulla pianura, con tre stelle d'argento, ordinate nel capo (citato in Mango) alias D'azzurro, con due bambini gemelli di carnagione, affrontati sovra un terrazzo di verde (citato in (25)) Elmo di nobile Notizie storiche in Famiglie nobili di Sicilia. |
|        | Gemma (Tropea) D'azzurro alla fascia d'argento accompagnata in capo da tre stelle ad otto punte d'oro in fascia (citato in BLCL) |
|        | Gemma (Tropea) d'azzurro alla fascia d'argento in capo da tre stelle d'argento ad otto punte in fascia (citato in BLCL) Immagine in Tropea Magazine. |
|        | Gemmari (Firenze) D'argento, al destrocherio di carnagione impugnante una clava di rosso; e al capo d'azzurro, caricato di una stella a otto punte d'oro (citato in (15)) |
|        | Gemmaro (Napoli) d'argento a 3 quattro foglie di rosso (citato in (2) – pag. 444 e in DAlena) |

### Gen
| Stemma | Casato e blasonatura |
| ------ | --- |
|        | Genero (Friuli) d'azzurro, al leone d'oro, tenente con le branche anteriori un ramo di verde (citato in GDLA) |
|        | Generis o Genero (Biella) Titolo: consignori di Castellengo Troncato di rosso e d'argento, al leone dell'uno nell'altro, con la fascia d'azzurro attraversante, carica di tre stelle, d'oro (citato in (18)) |
|        | Generotti (Firenze) Troncato: nel 1º d'azzurro, alla testa e collo d'aquila d'oro, coronata dello stesso, nascente dalla partizione; nel 2º losangato dei due smalti (citato in (15)) |
|        | Geneva (Saluzzo) cinque punti d'oro equipollenti a quattro d'azzurro (Immagine nella Raccolta stemmi Trippini (JPG).) |
|        | Genga (Roma) d'azzurro, all'aquila dal volo abbassato, coronata, d'oro (Immagine nell' Archivio Storico Capitolino (PDF).) |
|        | Geni (Firenze) Di..., a due gemelle in fascia di..., e al capo di... (citato in (15)) |
|        | Genna (Polonghera, Cherasco) Titolo: conti di Cocconato; signori di Cocconito; consignori di Marcorengo D'argento, a tre fiamme di rosso (citato in (18)) |
|        | Gennai (Firenze) Di rosso, alla banda di nero, accostata da due branche di leone dello stesso alias Di rosso, alla sbarra di nero, accostata da due branche di leone dello stesso alias D'oro, alla sbarra d'azzurro, accostata da due branche di leone dello stesso (citato in (15)) |
|        | Gennari di rosso, alla fascia d'argento (citato in (6) – pag. 126) |
|        | Gennari (Siena) D'azzurro, a due fasce diminuite d'oro, alternate a sei lettere G maiuscole dello stesso, 3.2.1 (citato in (15)) |
|        | Gennari (Bagolino) un quarto di luna rovesciata su una stella d'oro a sei punte in campo rosso (citato in Piovanelli) |
|        | Gennari (Cesena) (la blasonatura non è stata ancora caricata) (citato in BLCW) Immagine in Blasone Cesenate. |
|        | Gennari Curlo (Torino) Titolo: marchesi D'oro, all'aquila dal volo spiegato, di [...], coronata ed illuminata del campo (citato in (18)) |
|        | Gennaro (Siena) Troncato: nel 1º d'oro, al leone di rosso nascente dalla partizione; nel 2º di rosso, allo scaglione d'oro (citato in (15)) |
|        | Genoese (Napoli, Reggio Calabria) Titolo: marchesi di Zerbi; nobili d'azzurro a due leoni affrontati al naturale accompagnati da tre stelle d'oro di sei raggi, due nel capo ed una nella punta (citato in (4) – Vol. III pag. 393 e in (19)) 2 leoni controrampanti al naturale accompagnati da - 3 stelle (6 raggi) di oro poste 2,1 su azzurro (citato in LEOM) (Immagine nella Raccolta stemmi Trippini (JPG).) |
|        | Genoesi (Genova, Sospello) Di rosso, al grifone passante, d'oro, con il capo di Genova (citato in (18)) |
|        | Genoino (Cava dei Tirreni, Napoli, Lanciano) Titolo: marchese di Ortodonico, conte Palatino inquartato: nel 1º e 4º d'oro all'aquila bicipite di nero coronata del campo; nel 2º e 3º d'azzurro al braccio vestito di rosso movente dal lembo destro tenente con la mano di carnagione un giglio al naturale fiorito di tre pezzi, ciascun fiore sormontato da una stella di sei raggi d'oro (citato in (4) – Vol. III pag. 394, in DAlena e in (19)) aquila bicipite di nero coronata su ambo le teste di oro su oro - avambraccio sinistro vestito di rosso uscente da sinistra afferrante con la mano di carnagione un giglio di giardino al naturale fiorito di 3 pezzi su azzurro - 3 stelle (6 raggi) di oro poste in fascia in alto su azzurro (citato in LEOM) alias D'azzurro ad un braccio vestito di rosso uscente dalla destra dello scudo ed impugnante con la mano di carnagione un giglio di giardino di 3 pezzi d'argento, fogliato di verde, ciascun giglio sormontato da una stella (6) d'oro (citato in DAlena e in (19) braccio destro uscente da sinistra vestito di rosso afferrante con la mano di carnagione un giglio di giardino fiorito di 3 pezzi di argento stelato e fogliato di verde su azzurro - 3 stelle (6 raggi) di oro poste 1,3 in alto su azzurro (citato in LEOM) alias inquartato: 1° e 4° d'oro all'aquila bicipite di nero, coronata del campo; 2° e 3° d'azzurro al braccio vestito di rosso, movente dal lato destro e tenente con la mano di carnagione un giglio di giardino al naturale fiorito di tre pezzi, ciascun fiore accompagnato in capo da una stella (6) d'oro ed in punta da due rose di rosso Cimiero: l'aquila del 1º e 4º punto (citato in DAlena) |
|        | Genova (Napoli) Titolo: nobile col predicato di Salle d'azzurro alla croce d'argento piantata sulla cima di un monte di tre vette movente dalla punta, sostenuta da due leoni affrontati ed accompagnata nel capo da due stelle il tutto di argento (citato in (4) – Vol. III pag. 394 e in (19)) croce latina di argento sul monte centrale di 3 monti al naturale uscenti dalla punta affiancata da - 2 leoni controrampanti di argento su azzurro - 2 stelle (5 raggi) di argento poste in fascia in alto su azzurro (citato in LEOM) |
|        | Genova (Sicilia) d'azzurro, al leone d'oro, guardante una mezzaluna rovesciata d'argento, posta nell'angolo destro del capo (citato in Mango) d'azzurro, con un leone d'oro, guardante una luna decrescente e rivoltata d'argento posta nel cantone destro dello scudo (citato in (25)) Notizie storiche in Famiglie nobili di Sicilia. |
|        | Genoves (Sardegna) (la blasonatura non è ancora caricata) |
|        | Genovese (Messina) d'azzurro, a due leoni d'oro, controrampanti e affrontati, sormontati da tre stelle dello stesso, ordinate nel capo; con la campagna d'argento, caricata dal serpe di verde, ondeggiante in fascia (citato in DAlena) d'azzurro, con due leoni d'oro affrontati, sormontati da tré stelle dello stesso, e la campagna di argento caricata da un serpe di verde posto in fascia (citato in (25)) Notizie storiche in Famiglie nobili di Sicilia. |
|        | Genovese o Genovesio (Carmagnola) Inquartato d'oro e di nero, con il capo d'argento, carico di un'aquila di nero Motto: Ornat et armat (citato in (18)) |
|        | Genovini (Firenze) D'azzurro, all'incudine al naturale, sormontata da una rosa d'argento (citato in (15)) (DE) In Blau 1 unten eingekerbter silberner Baumstumpf?, oben begleitet von 1 silbernen Rose (citato in (28)) |
|        | Genta o De Gentis (Alba, Asti) D'argento, a tre ghiande d'oro, gambate di verde Motto: Forsan et haec olim (citato in (18)) |
|        | Genta Ternavasio (Alba, Asti, Cherasco, Cavallermaggiore, Torino) Titolo: baroni Inquartato, d'azzurro, a tre ghiande d'oro, fogliate d'argento (Genta), e di Ternavasio Motto: Forsa et haec olim (citato in (18)) |
|        | Gentil (Nus, Châtillon) Inquartato, al 1° e 4° di Carrel, che è d'azzurro, alla pianticella di frumento, d'oro, di tre spighe, al 2° e 3° di Gentil, che è d'oro, a tre lacrime, di rosso Motto: De coeur gentil (citato in (18)) |
|        | Gentil (Chiablese, Genevese) Inquartato, al 1° e 4° d'azzurro, a tre spighe d'oro, al 2° e 3° d'oro, a tre berretti, di rosso Motto: De coeur gentil (citato in (18)) |
|        | Gentile (Genova, Firenze) Titolo: marchesi di Corticelle; signori di Cassinelle, Mollare, Tagliolo cinque punti d'oro equipollenti a quattro d'azzurro Cimiero: aquila di nero nascente, armata, linguata e coronata d'oro (citato in (4) – Vol. III pag. 394 e in (18)) quattro punti azzurri equipollenti a cinque di oro (citato in BLCL) Immagine in Tropea Magazine. |
|        | Gentile (Buttigliera d'Asti, Chieri, Riva, Torino) Titolo: conti di Buttigliera, Castelgentile, Solbrito; signori di Sassi D'azzurro, alla croce d'oro, carica di uno scudetto del campo, al cuore di rosso, cucito alias D'azzurro, alla croce d'oro, carica di uno scudetto del campo, al cuore d'argento Motto: Sola fides (citato in (18)) |
|        | Gentile (Nicosia, Palermo, Genova, Firenze) Titolo: barone di Valledoro, signore di Marrocco, nobile dei signori di Marrocco d'oro, allo scaglione di rosso, accompagnato nella punta da un leone e nel capo da una stella di otto raggi posta tra due gigli, il tutto d'azzurro (citato in (4) – Vol. III pag. 396, in (19) e in Mango) d'oro, allo scaglione di rosso accompagnato in capo da una stella di 8 raggi posta tra due gigli,ed in punta da un leone, il tutto di azzurro (citato in (25)) scaglione di rosso su oro - stella (8 raggi) di azzurro in alto affiancata da - 2 gigli dello stesso su oro - leone rampante di azzurro in punta su oro (citato in LEOM) alias cinque punti d'oro equipollenti a quattro d'azzurro (citato in (4) – Vol. III pag. 396, in (19), in Mango e in (25)) scaccato di oro e di azzurro (9 pezzi) (citato in LEOM) Cimiero: l'aquila nascente di nero, imbeccata e coronata d'oro Notizie storiche in Famiglie nobili di Sicilia. |
|        | Gentile (Sicilia) di oro al capriolo di rosso accompagnato nel campo da una stella e due gigli di azzurro e nella punta da un leone rampante dello stesso (citato in BLCL) Immagine in Tropea Magazine. |
|        | Gentile (Bitonto) Titolo: nobili di Bitonto di rosso al leone rampante d'argento (citato in (4) – Vol. III pag. 397 e in (19)) leone rampante di argento su rosso (citato in LEOM) di rosso al leone rampante di argento (citato in BLCL) Immagine in Tropea Magazine. |
|        | Gentile (Napoli) Titolo: marchesi Di rosso calzato di verde per inchiesta, il primo carico di un leone d'oro (citato in DAlena) di rosso al leone d'oro calzato di verde (citato in (19) e in ) leone rampante di oro su rosso - calzato di verde pieno (citato in LEOM) Motto: Doppio ardor mi consuma |
|        | Gentile o Gentili (Abruzzo) D'azzurro al grifo d'oro colla fascia d'argento caricata da una rosa di rosso attraversante sul tutto alias D'azzurro al leone al naturale colla fascia d'argento caricata di una stella d'oro attraversante sul leone (citato in DAlena) |
|        | Gentile (Montefalco) (d'argento, alla croce patente di rosso, partito d'argento, alla testa e collo di bue di rosso, cornato al naturale, uscente dal lembo sinistro dello scudo) (citato in (26)) |
|        | Gentile (Ovada) Quattro punti d'azzurro equipollenti a quattro d'oro; col punto del cuore d'argento (citato in (31)) |
|        | Gentile (Tropea) D'azzurro al leone d'argento (citato in BLCL) Immagine in Tropea Magazine. |
|        | Gentile (Lesina) di rosso al leone rampante metà di oro e metà di verde (citato in BLCL) Immagine in Tropea Magazine. |
|        | Gentile Ricci (Pieve (Brescia)) scaccato di azzurro e di oro (9 pezzi) (citato in LEOM) |
|        | Gentileschi (L'Aquila) Titolo: patrizi dell'Aquila di azzurro ad un liocorno rampante di argento posato su d'un monte a tre cime di verde, e tenente nella bocca un ramoscello fiorito al naturale, con la fascia d'argento attraversante sul tutto (citato in (4) – Vol. III pag. 397 e in (19)) D'azzurro al liocorno rampante d'argento movente su di un monte di tre cime di verde e tenente un ramoscello fiorito al naturale con la fascia d'argento attraversante sul tutto (citato in DAlena) fascia di argento su - liocorno rampante su monte a 3 cime al naturale di verde uscente dalla punta afferrante con la bocca un ramo fiorito tutto al naturale su azzurro (citato in LEOM) |
|        | Gentili (Fossombrone) d'azzurro, alla salamandra di verde tra le fiamme al naturale citato in (2) – pag. 466 e in DAlena) |
|        | Gentili (Norcia) d'azzurro al braccio sinistro vestito di rosso, movente da sinistra, impugnante con la mano di carnagione tre gigli di argento, gambuti e fogliati di verde (citato in (4) – Vol. III pag. 398) braccio destro uscente da destra vestito di rosso afferrante con la mano di carnagione 3 gigli di giardino al naturale posti a ventaglio su azzurro (citato in LEOM) |
|        | Gentili (Mortano (Forlì)) di azzurro alla fascia di rosso doppio merlata accompagnata da tre stelle a 8 punte di oro due in capo ed una in punta; abbassato dell'arma dei Medici (d'oro alle sei palle in giro la superiore di azzurro ai gigli di Francia, le altre rosse) (citato in (4) – Vol. III pag. 398) fascia doppiomerlata di rosso accompagnata da - 3 stelle (8 raggi) di oro poste 2,1 tutto su azzurro - 6 palle poste in orlo la prima in alto di azzurro a 3 gigli di oro posti 2,1 e le altre di rosso su oro in capo (citato in LEOM) |
|        | Gentili (Firenze) Troncato: nel 1º d'azzurro, all'ermellino passante al naturale, sormontato da una stella a otto punte d'oro; nel 2º di verde pieno; e alla fascia d'oro passata sulla troncatura (citato in (15)) |
|        | Gentili o Gentile (Voghera, Tortona) Titolo: signori di Casalnoceto (?) D'oro, al leone coronato, di nero alias D'argento, al leone di nero, linguato di rosso alias D'oro, al leone di rosso (citato in (18)) |
|        | Gentili (Montefalco) (d'azzurro (?), alla fascia diminuita d'oro, accompagnata in capo da una stella a otto raggi, in punta da un'ancora con tre punte posta in sbarra, il tutto d'oro) (citato in (26)) |
|        | Gentili (Trevi) (la blasonatura non è stata ancora caricata) Notizie storiche nel sito della Associazione Pro Trevi. |
|        | Gentili (Roma) (la blasonatura non è stata ancora caricata) (Immagine nell' Archivio Storico Capitolino (PDF) (archiviato dall'url originale il 4 marzo 2016).) |
|        | Gentili (Viterbo) (la blasonatura non è stata ancora caricata) (immagine dello Stemmario reale di Baviera.) |
|        | Gentili (Cesena) (la blasonatura non è stata ancora caricata) (citato in BLCW) Immagine in Blasone Cesenate. |
|        | Gentili del Lion d'Oro (Firenze) D'azzurro, a due cani controrampanti d'argento, sormontati da una stella a otto punte d'oro (citato in (15)) |
|        | Gentili di Santa Sofia (Firenze, Arezzo) Troncato: nel 1º d'oro, al giglio di rosso; nel 2º d'azzurro, alla fascia doppiomerlata d'oro alias Troncato: nel 1º d'oro, a sei palle, 3.2.1, la centrale in alto d'azzurro, caricata di tre gigli d'oro, 2.1, le altre di rosso; nel 2º d'azzurro, alla fascia doppiomerlata di rosso, accostata da tre stelle a otto punte d'oro, 2.1 alias Troncato: nel 1º d'oro, al giglio bottonato di rosso, sormontato da un'arme cucita dei Medici; nel 2º alla fascia doppiomerlata di rosso, accostata da tre stelle a sei punte d'oro, 2.1 alias Troncato: nel 1º d'oro, al giglio bottonato di rosso, sormontato da un'arme cucita dei Medici; nel 2º alla banda doppiomerlata di rosso, accostata da tre stelle a sei punte d'oro, 2.1 (citato in (15)) |
|        | Gentilini (Pescia) Di..., alla pianta di..., fiorita di quattro pezzi di..., e sostenente un uccello posato di... (citato in (15)) |
|        | Gentilis (Molise) (la blasonatura non è stata ancora caricata) (citato in DAlena) |
|        | Gentiloni (Filottrano) d'oro all'aquila di nero rostrata di argento, cogli artigli disarmati, sostenuta da un monte di tre cime di verde alla tedesca, con due palme dello stesso nodrite nella vetta e divergenti: quella di destra con una ghirlanda di alloro al naturale infilzata; l'aquila sormontata da una mezzaluna di argento, montante, accostata da due gigli di azzurro (citato in (4) – Vol. III pag. 399) aquila di nero posta sul più alto di 3 monti al naturale di verde uscenti dalla punta affiancata da - 2 foglie di palma uscenti dai monti laterali di verde di cui quella sinistra infilata in una ghirlanda di alloro dello stesso su oro - luna montante di argento affiancata da - 2 gigli di azzurro posti in alto su oro (citato in LEOM) Cimiero: semibusto di un moro o saraceno con benda attortigliata, di argento, sugli occhi, e con il manto rosso |
|        | Gentiloni di azzurro al palmizio di sette rami d'oro, sradicato, con corona di alloro al naturale attaccata al primo ramo di destra del palmizio (citato in (4) – Vol. III pag. 400) |
|        | Gentiloni Silverj (Tolentino) partito: nel 1º di azzurro al palmizio di sette rami d'oro, sradicato, con corona di alloro al naturale attaccata al primo ramo di destra del palmizio (Gentiloni); nel 2º troncato: a) di azzurro alla torre di argento merlata di 4 pezzi alla ghibellina, aperta finestrata e murata di nero, con tre querce di verde nodrite sul suo tetto, ed un braccio armato di argento uscente dalla finestra di destra e impugnante un ramoscello d'olivo al naturale; b) di rosso al braccio armato movente dalla partizione, impugnante una spada inclinata in banda, con la fascia attraversante, il tutto di argento, e con una stella di sei raggi d'oro nel canton destro del capo (Silverj) (citato in (4) – Vol. III pag. 400) albero di palma sradicato di oro la prima foglia di sinistra infilzata in una corona di alloro al naturale su azzurro - torre di argento uscente dalla partizione merlata di 4 pezzi alla ghibellina aperta e finestrata di nero avente 3 alberi di quercia di verde uscenti dai merli e un braccio armato al naturale di argento uscente dalla finestra di sinistra impugnante con la mano di carnagione un ramoscello di olivo tutto su azzurro - fascia di argento su - braccio destro armato uscente da sinistra impugnante con la mano di carnagione una spada di argento posta in banda su rosso - stella (6 raggi) di oro nel canton sinistro del capo su rosso (citato in LEOM) Cimiero: semibusto di un moro o saraceno, con benda di argento attortigliata sugli occhi e con il manto di rosso |
|        | Gentiluzzi (Firenze) Partito: nel 1º scaccato d'azzurro e d'oro; nel 2º di rosso, alla mezza stella a otto punte d'argento uscente dalla partizione (citato in (15)) |
|        | Genuardi (Palermo, Roma) Titolo: barone di Molinazzo d'azzurro, a due gambe, destra e sinistra, di carnagione, rovesciate, uscenti da una fiamma al naturale (citato in (4) – Vol. III pag. 401 e in Mango) d'azzurro a due gambe di carnagione, destra e sinistra, rovesciate ed uscenti da una fiamma al naturale (citato in (25)) 2 gambe di carnagione con i piedi in alto uscenti da una fiamma di rosso su azzurro (citato in LEOM) Notizie storiche in Famiglie nobili di Sicilia. |
|        | Genuini (Roma, Montebuono Sabino) di azzurro ad un obelisco di argento posto sopra un monte di tre cime di oro uscente dalla punta, sinistrato (o affiancato?) da due rose di rosso, ed accompagnato in capo da una stella di oro (6) (citato in (4) – Vol. III pag. 402) obelisco di argento uscente da 3 monti ristretti di oro uscenti dalla punta affiancato da - 2 rose di rosso e sormontato da - stella (6 raggi) di oro tutto su azzurro (citato in LEOM) |

### Geo
| Stemma | Casato e blasonatura |
| ------ | --- |
|        | Georgis o De Georgis o Giorgis (Torino, Asti) scaccato d'oro e di azzurro; ed il capo d'oro caricato di un'aquila spiegata di nero coronata del medesimo (citato in (27)) Cimiero: un drago nascente con un'ala d'oro e l'altra verde Motto: Nulla certior custodia |

### Gep
| Stemma | Casato e blasonatura |
| ------ | --- |
|        | Geppi (Firenze) Fasciato di sei pezzi d'oro e di nero (citato in (15)) alias D'oro, a tre fasce di nero (citato in (15)) (DE) In Gold 3 schwarze Balken (citato in (28)) alias D'argento, a tre fasce di nero, e al lambello a cinque pendenti di rosso, posto nel capo (citato in (15)) |
|        | Geppi (Toscana) (DE) In Gold 1 dreilätziger roter Turnierkragen und 3 schwarze Balken untereinander (citato in (28)) |
|        | Geppi (Prato, Firenze) D'azzurro, a tre mazze d'arme d'argento, legate di rosso, poste in banda l'una sopra l'altra, e accompagnate da due rami di rosaio di verde, fioriti ciascuno di un pezzo di rosso (citato in (15)) alias D'azzurro, a tre mazze d'arme d'argento, legate di rosso, poste in banda l'una sopra l'altra, e accompagnate da due rami di rosaio di verde, fioriti ciascuno di un pezzo di rosso; con il capo di Santo Stefano (citato in (15)) (DE) Unter 1 silbernen Schildhaupt, darin 1 rotes Johanniterkreuz (Capo di San Stefano), in Blau 3 schräggelegte rotbebandete silberne Morgensterne schrägbalkenweise, begleitet oben und unten von je 1 natürlichen grünbeblätterten roten Rose (citato in (28)) (Immagine nella Raccolta stemmi Trippini (JPG).) |

### Ger
| Stemma | Casato e blasonatura |
| ------ | --- |
|        | Gera (Conegliano (Treviso)) inquartato: d'argento e di nero al giglio del primo (citato in (4) – Vol. III pag. 402) inquartato di argento e di nero - giglio di argento su nero (citato in LEOM) |
|        | Geraci o Girachio o Iraci o Jraci (Sicilia) di rosso, alla banda d'oro, sormontata da un leone saliente del medesimo (citato in Mango) |
|        | Geraldini (Amelia, Roma) di azzurro all'olivo di verde accompagnato in capo da tre stelle di 8 raggi d'oro male ordinate (citato in (4) – Vol. III pag. 402) albero di olivo di verde uscente dalla punta sormontato da - 3 stelle (8 raggi) di oro poste 1,2 tutto su azzurro (citato in LEOM) |
|        | Gerardi (Bologna) d'azzurro, al gatto rampante d'oro, alla banda attraversante di rosso (citato in (2) – pag. 285 e in DAlena) |
|        | Gerardi (Napoli) Titolo: baroni di rosso alla fascia di oro caricata da una rosa di rosso, ed accompagnata da altre due rose di argento, una in capo e l'altra in punta (citato in (4) – Vol. III pag. 403 e in (19)) rosa di rosso su fascia di oro su rosso - 2 rose di argento poste in palo su rosso (citato in LEOM) |
|        | Gerardi (Strambino, Torino) Titolo: conti di Frassino e Melle Di rosso, a tre bande d'oro, con il capo del campo, cucito, carico di un'aquila, d'oro Motto: Gaudet et ardet (citato in (18)) |
|        | Gerardi (Desana, Casale, Vercelli) Titolo: consignori di Cellamonte, Rosignano D'argento (?), al castello torricellato di due torri, d'azzurro (?), sostenente un'aquila sorante, di nero (?) (citato in (18)) |
|        | Gerardi (Messina) (d'azzurro, a tre monti uscenti dalla punta, ognuno attraversante su quello alla sua sinistra, il centrale più elevato, con due leoni posati sui due monti esterni e tenenti con le branche una ruota di otto raggi, sormontati da tre stelle di sei raggi ordinate in fascia, il tutto d'oro) alias di rosso a tre bande d'oro (o bandato d'oro e di rosso?) (citato in Mango) |
|        | Gerardi (Cesena) (d'argento, allo scaglione di rosso) (citato in BLCW) Immagine in Blasone Cesenate. |
|        | Gerardini (Firenze) (la blasonatura non è stata ancora caricata) (Immagine nella Raccolta stemmi Trippini (JPG).) |
|        | Gerbaix d'azzurro al capo d'argento, carico di tre stelle (6) di rosso, ordinate in fascia (citato in (4) – Vol. III pag. 403) |
|        | Gerbaldi (Cherasco) Di rosso, alla banda d'argento, ripiena di nero (citato in (18)) |
|        | Gerbi (Firenze) D'oro, al leone di nero, sormontato da un falcetto d'argento, manicato di nero, posto in sbarra (citato in (15)) |
|        | Gerbi (Pistoia) Partito d'oro e d'azzurro, all'albero di noce attraversante al naturale nodrito sul terreno dello stesso (citato in (15)) |
|        | Gerbi o Del Gerbo (Chieri, Saluzzo) Titolo: signori di Moretta; consignori di Villarfocchiardo Partito d'argento e d'oro, alla campagna di verde, con tre pini dello stesso, nodriti sulla medesima, il pino di mezzo più alto (citato in (18)) |
|        | Gerbino o Gerobino (Palermo) Titolo: barone di Cannitello, Gulfotta d'oro, alla fascia d'azzurro, attraversata da un albero di verde, sradicato, sinistrato da un cane grigio rampante (citato in (4) – Vol. III pag. 406, in (19, in Mango, in (24) e in (25)) d'oro, con fascia d'azzurro, ed un albero di verde soprastante sul tutto, sinistrato da un cane rampante di grigio (citato in (25)) albero di pino sradicato di verde affiancato a destra da - un cane rampante di argento tutto su - fascia di azzurro su oro (citato in LEOM) alias d'azzurro, al pino, sradicato, sinistrato da un cane addestrato nel capo da una stella e accompagnato in punta da tre gigli ordinati in fascia, il tutto d'oro (citato in (4) – Vol. III pag. 406, in (19) e in Mango) d'azzurro, al pino sinistrato da un leone, addestrato nel capo da una stella e accompagnato in punta da tre gigli ordinati in fascia, il tutto d'oro (citato in (25)) alias troncato di oro e d'azzurro, all'albero di verde, sradicato, sinistrato da un cane rampante al naturale (citato in (4) – Vol. III pag. 406, in (19), in Mango e in (25)) albero sradicato di verde affiancato a destra da - un cane rampante al naturale su troncato di oro e di azzurro (citato in LEOM) Corona di barone Notizie storiche in Famiglie nobili di Sicilia. Ulteriori notizie storiche in Famiglie nobili di Sicilia. |
|        | Gerbino (Palermo) albero di pino sradicato di verde affiancato a destra da - un cane rampante di oro e a sinistra da - 3 gigli di oro posti in fascia tutto su azzurro - stella (5 raggi) di oro nel canton sinistro del capo su azzurro (citato in LEOM) |
|        | Gerbore (Saint Nicholas, Aosta, Torino) Titolo: baropni d'oro incappato d'azzurro: il 1º a sei monti di verde, al naturale 3, 2, 1, i tre in capo brizzolati d'argento, il 2º a due covoni d'oro, legati di rosso (citato in (4) – Vol. III pag. 406 e in (18)) monte a 6 cime al naturale di verde uscente dalla punta di cui le 3 cime superiori imbiancate di neve su oro - incappato di azzurro a 2 covoni (fasci) di grano di oro legati di rosso (citato in LEOM) |
|        | Geremia (Sicilia) Titolo: barone di Regiovanni, Monaco d'argento alla banda cucita d'oro, caricata da un lambello di tre gocce e da due mezze, il tutto d'azzurro, poste in banda, quelle delle estremità moventi dagli angoli; la banda accompagnata da sei rose di rosso, tre nel capo e tre in punta, ordinate in fascia (citato in Mango) d'argento, con una banda cucita d'oro, caricata da un castello (rastrello?) di tre pendenti e due mezzi di azzurro, accompagnata da sei rose di rosso poste 3 nel capo e 3 nella punta (citato in (25)) Corona di barone Notizie storiche in Famiglie nobili di Sicilia. |
|        | Gerenzani (Cremona) di verde al leone d'oro, con una banda d'argento attraversante sul tutto (citato in BLCR) Immagine in Blasonario Cremonese (archiviato dall'url originale il 5 marzo 2017). |
|        | Gerez (Correggio, Modena, Forlì) Titolo: Nobili (di Correggio), Patrizi (di Modena) di rosso, al braccio destro armato d'argento, reciso, tenente colla mano di carnagione una spada d'argento, manicata d'oro posta in sbarra, accompagnato da tre stelle (6) d'oro, due in capo e una in punta (citato in (2) – pag. 91 e in DAlena) braccio destro armato di argento e reciso afferrante con la mano di carnagione spada in sbarra di argento manicata di oro su rosso - 3 stelle (6 raggi) di oro poste 2,1 su rosso (citato in LEOM) |
|        | Geri (Firenze) D'oro, al delfino guizzante in palo d'azzurro (citato in (15)) |
|        | Geri (Firenze) Scaglionato d'azzurro e di...; con il capo d'oro, caricato di tre stelle a otto punte di... (citato in (15)) |
|        | Geri (Pistoia) D'azzurro, a sei stelle a otto punte d'argento, ordinate in cinta (citato in (15)) |
|        | Gerini (Firenze) troncato: nel 1º d'oro al corno di rosso; al 2º di rosso a tre catene d'oro poste in banda (citato in (2) – pag. 119 e in DAlena) (Immagine nella Raccolta stemmi Trippini (JPG).) |
|        | Gerini (Firenze) di rosso a tre catene di oro poste in banda, al capo d'oro caricato di un corno da caccia di rosso (citato in (4) – Vol. III pag. 406) 3 catene di oro poste in banda su rosso - corno da caccia di rosso su oro in capo (citato in LEOM) (DE) Unter 1 goldenen Schildhaupt, darin 1 blaubebandetes rotes Jagdhorn, in Rot 3 schräggelegte goldene Ketten schrägbalkenweise (citato in (28)) |
|        | Gerini (Firenze) Di rosso, a tre catene poste in banda d'oro, e al capo del secondo, caricato di un corno da caccia del primo, talvolta guarnito e legato d'argento alias Troncato: nel 1º d'oro, al corno da caccia di rosso, legato e guarnito d'argento; nel 2º di rosso, a tre catene poste in banda d'oro (citato in (15)) |
|        | Gerini (Firenze) D'azzurro, alla ruota d'oro accompagnata da tre teste di leopardo dello stesso, 2.1 (citato in (15)) alias D'azzurro, alla ruota d'oro accompagnata da tre teste di leopardo dello stesso, 2.1; il tutto sormontato da un lambello a tre pendenti di rosso (citato in (15)) (DE) In Blau 1 achtspeichiges goldenes Rad, begleitet oben von 2, unten von 1 goldenen Leopardenkopf von vorn, das Ganze überhöht von 1 dreilätzigen roten Turnierkragen (citato in (28)) |
|        | Gerini (Pescia) D'azzurro, al cinghiale passante di nero, cinghiato d'argento, accompagnato da quattro rose di rosso, 3.1 alias D'azzurro, al cinghiale passante di nero, cinghiato d'argento, accompagnato da quattro rose di rosso, 3.1; con il capo dell'Impero, con l'aquila sormontata da una crocetta ritrinciata d'argento, bordata di rosso (citato in (15)) |
|        | Gerini (Pescia) (DE) Gold-blau geteilt: Oben 1 rotbordiertes silbernes endgespitztes Kreuz und 1 schwarzer Doppeladler, dieser überhöht von 2 silbernen Kronen pfahlweise, unten 1 schreitendes silbergezäumtes schwarzes Schwein mit silbernen Hauern, begleitet oben von 3, unten von 1 roten Rose (citato in (28)) |
|        | Germani (Pisa) D'oro, all'albero di verde nodrito su un monte di tre cime dello stesso; il tutto accompagnato in punta da un'oca (germano) ferma d'argento (citato in (15)) |
|        | Germano (Villafranca) Titolo: conti di Villafranca; consignori di Peglione, Toetto Scarena D'azzurro, a tre spighe di grano nutrito sopra una zolla, il tutto d'oro (citato in (18)) |
|        | Germano (Sordevole, Aosta) Inquartato, al 1° e 4° d'argento, all'aquila di nero, membrata di rosso, con il capo d'azzurro, carico di tre stelle d'oro, ordinate in fascia, al 2° e 3° d'oro, a quattro gigli di rosso, 2, 2 (citato in (18)) |
|        | Germini (Toscana) (DE) In Blau 1 aus dem rechten Schildrand hervorkommender silberbekleideter Rechtarm, 2 gekreuzte naturfarbene Pfeile haltend (citato in (28)) |
|        | Germonio inquartato; al 1º e 4º d'argento al pioppo di verde, sradicato; al 2º e 3º fasciato d'oro e di nero (Ceva) citato in (4) – Vol. III pag. 682 e pag. 683) |
|        | Germonio (Sale Langhe) Titolo: marchesi di Castelnuovo, Priero; conti di Castell'Alfero, Mongardino, Montezemolo, Vigliano; signori di Peveragno, Sale Langhe; consignori di Ceva D'argento, al pioppo di verde alias Inquartato, di Germonio e di Ceva Motto: Cito germinat (citato in (18)) |
|        | Gerodetti (Andorno) D'azzurro, al pino nutrito nella pianura erbosa nell'angolo sinistro dello scudo, il tutto al naturale, con il sole d'oro, nell'angolo destro del capo (citato in (18)) |
|        | Geronibus (la blasonatura non è stata ancora caricata) (citato in DAlena) |
|        | Gerunzi (Città di Castello) d'azzurro al cigno di argento nuotante in un ristretto di acqua in punta allo scudo e sormontato da due stelle di otto raggi framezzate da una cometa il tutto d'oro e posto in fascia (citato in (4) – Vol. III pag. 408) cigno di argento nuotante su fiume uscente dalla punta su azzurro - cometa di oro posta in palo affiancata da - 2 stelle (8 raggi) dello stesso in alto su azzurro (citato in LEOM) |
|        | Gervais (Firenze) D'oro, a tre piante d'arancio al naturale, fruttifere del campo e incassate di verde, poste sul terreno al naturale; il tutto accompagnato dalla sfera del fuoco radiosa di rosso, uscente dal capo dello scudo (citato in (15)) |
|        | Gervasi (Sicilia, Monte San Giuliano) D'argento al cervo ramoso al naturale (citato in DAlena) D'argento, con la cerva ramosa al naturale (citato in (25)) Notizie storiche in Famiglie nobili di Sicilia. |
|        | Gervasi (Cosenza) D'oro al cervo passante al naturale (citato in DAlena e in BLCL) |
|        | Gervasi (Sarsina) Titolo: Nobili (la blasonatura non è stata ancora caricata) (citato in DAlena) |
|        | Gervasi (Sicilia) d'azzurro, alla cerva ramosa d'oro, in atto d'avvicinarsi ad un fonte d'argento (citato in Mango) |
|        | Gervasio (Mondovì, Torino) Titolo: baroni d'argento al ponte di rosso, di un arco, fortificato di due torri, con un fiume d'argento, scorrente sotto il ponte ed un luccio, al naturale, nuotante; col capo d'oro, cucito, carico di un'aquila di nero, coronata del campo (citato in (4) – Vol. III pag. 409 e in (18)) ponte a una luce di rosso fortificato ai lati da una torre dello stesso su fiume dove - nuota un pesce al naturale su argento - capo d'Impero (citato in LEOM) |
|        | Gervasoni (Roma, San Miniato) di rosso, al pastorale e alla mitra d'oro posti in palo; col capo dell'Impero (citato in (4) – Vol. III pag. 334) pastorale e mitra di oro in palo poste in fascia su rosso - capo d'Impero (citato in LEOM) |
|        | Gervasoni (Val Brembana) Spaccato nel 1° d'oro, all'aquila di nero; nel secondo d'argento, ad una mitria episcopale sinistrata da un pastorale nascente dalla punta; colla fascia in divisa verde (citato in Stemmi della Val Brembana (archiviato dall'url originale il 6 gennaio 2013).) |
|        | Gervina o Gervino (Ovada) D'azzurro, al drago d'argento, coronato d'oro, nascente da un pozzo in mattoni al naturale, sostenuto dalla campagna di verde e accostato da due rose d'argento (citato in (31)) |

### Ges
| Stemma | Casato e blasonatura |
| ------ | --- |
|        | Gessa (Mandas) (la blasonatura non è ancora presente) (citato in (4) – Vol. III pag. 409) 4 pali di argento su rosso - torre di rosso su mare su argento (citato in LEOM) |
|        | Gessi (Bologna) d'azzurro, al tronco nodoso, piantato su un monte di sei cime, movente dalla punta, e accostato da due leoni controrampanti, il tutto d'oro, abbassato sotto il capo d'Angiò (citato in (6) – pag. 166 e in (11) - pag. 336 (sei monti d'argento)) |
|        | Gessi (Faenza) d'azzurro alla fascia in divisa di rosso, abbassata, sostenente un monte di sei cime accompagnato da tre stelle male ordinate, il tutto d'oro; in punta da un crescente di argento montante (citato in (4) – Vol. III pag. 409) fascia in divisa abbassata di rosso su azzurro - monte a 6 cime di oro uscente dalla fascia sormontato da - 3 stelle (5 raggi) di oro poste 1,2 su azzurro in alto - luna montante di argento su azzurro in basso (citato in LEOM) |
|        | Gessi (Cesena) (la blasonatura non è stata ancora caricata) (citato in BLCW) Immagine in Blasone Cesenate. |
|        | Gessner (Zurigo) inquartato: nel 1º di rosso al delfino al naturale, coronato di oro posto in banda ed incurvato; nel 2º di argento all'aquila di rosso; nel 3º di argento al leone di rosso; nel 4º di rosso al serpente detto basilisco al naturale ondeggiante in banda e tenente in bocca un anello d'oro con smeraldo (citato in (4) – Vol. III pag. 410) delfino al naturale posto in banda coronato di oro su rosso - aquila di rosso su argento - leone rampante di rosso su argento - serpente ondeggiante in banda al naturale tenente in bocca un anello di oro su rosso (citato in LEOM) Cimiero: su elmo chiuso, ornato con una ghirlanda di edera, un cigno col collo ripiegato e le ali aperte carico di nove stelle di 6 raggi di rosso, due sul petto, una sulla gola e tre su ciascuna ala |
|        | Gesualdo (Napoli) Titoli: Principi di Venosa un leone rampante di color leonato con cinque gigli rossi, il campo è d'argento (citato in (7) – pag. 386) |
|        | Gesualdo (Molise, Napoli) d'argento al leone nero (arma antica) (citato in (24)) alias D'argento al leone di nero, accompagnato da cinque gigli di rosso (citato in DAlena) d'argento al leone nero circondato da cinque o più gigli rossi (citato in (24)) Notizie storiche in Nobili napoletani. |
|        | Gesualdo (Rutigliano) Titolo: nobile d'argento al leone rampante di nero, coronato d'oro e accompagnato da cinque gigli di rosso (citato in (30)) |

### Get
| Stemma | Casato e blasonatura |
| ------ | --- |
|        | Gettadini (Toscana) (DE) In Blau 1 schwebender goldener Sechsberg, oben besetzt mit 1 goldenen Löwen, mit 2 Pranken 1 silbernes Schwert haltend (citato in (28)) |

### Gez
| Stemma | Casato e blasonatura |
| ------ | --- |
|        | Gezzi (Bressanone) Titoli: nobile inquartato: nel 1º e 4º d'azzurro alla stella (6) d'oro; nel 2º e 3º d'argento al leone al naturale, coronato d'oro e tenente con le zampe anteriori, una palma di verde; sulla troncatura il destrocherio ed il sinistrocherio vestiti di rosso, uscenti dai due lati dello scudo, con le mani di carnagione, anellate d'oro stringentesi fra loro (citato in (4) – Vol. III pag. 410) fede uscente dai lati opposti dello scudo vestita di rosso su - stella (6 raggi) di oro su azzurro - leone rampante al naturale coronato di oro tenente con le zampe anteriori una foglia di palma di verde su argento (citato in LEOM) Cimiero: il destrocherio vestito d'azzurro, carico di una stella d'oro e tenente con la mano di carnagione una palma di verde, posta in palo fra due semivoli, quello a destra di nero con le penne alternate d'azzurro e di rosso, quello a sinistra di rosso, con le penne alternate di nero e d'argento |
|        | Gezzo (Venezia) (FR) De gueules, à la bande d'or, acc. de six étoiles du même, rangées en orle. (citato in JB Rietstap (archiviato dall'url originale il 5 marzo 2014).) |

### Gha
| Stemma | Casato e blasonatura |
| ------ | --- |
|        | Ghantuz Cubbe (Livorno) Partito: nel 1º d'argento, alla torre di due piani al naturale, fondata sul terreno dello stesso e cimata da una croce d'oro; nel 2º d'argento, all'albero al naturale, nodrito sul terreno dello stesso e accostato al piede da due palle di rosso posanti sul terreno medesimo (citato in (15)) |

### Ghe
| Stemma | Casato e blasonatura |
| ------ | --- |
|        | Ghedini (Venezia) (FR) Taillé d'azur sur gueules, à un ours rampant d'argent, tenant une épée du même, brochant sur le taillé, à la barre de sable, brochant sur le tout. (citato in http://www.euraldic.com/lasu/bl/bl_g_he.html) |
|        | Ghelardi (Toscana) D'azzurro, alla sbarra d'oro, accompagnata in capo dal sole dello stesso, e in punta da una spiga d'oro, stelata di verde (citato in (15)) |
|        | Ghelardi (Siena, Livorno, Pisa) D'oro, alla ruota di nero (citato in (15)) |
|        | Ghelardozzo (Toscana) (DE) In Blau 1 goldenes Rad ohne Felgen (citato in (28)) |
|        | Ghelarduzzi (Siena) D'oro, alla fascia di..., accompagnata da tre galli arditi al naturale 2.1, i due affrontati (citato in (15)) |
|        | Ghelli (Toscana) (DE) In blau-gold geviertem Feld 1 an der Herzstelle wiedergeviertes Kreuz in verwechselten Tinkturen (citato in (28)) |
|        | Ghelli (Toscana) (DE) n schwarz-silber geviertem Feld 1 an der Herzstelle wiedergeviertes Kreuz in verwechselten Tinkturen (citato in (28)) |
|        | Ghelli (Toscana) (DE) In Silber 1 dreisprossige rote Leiter (citato in (28)) |
|        | Ghelli (Toscana) (DE) In Blau 3 goldene vasenförmige Figuren 2:1 gestellt (citato in (28)) |
|        | Ghelli o Ghelli Ottonaio (Toscana) (DE) Unter 1 blauen Schildhaupt, darin 2 goldene gekreuzte Schlüssel, in Blau 3 achtspeichige goldene Räder, 2:1 gestellt (citato in (28)) |
|        | Ghelli (Cesena) (la blasonatura non è stata ancora caricata) (citato in BLCW) Immagine in Blasone Cesenate. |
|        | Ghellini (Vicenza, S. Tomio, Padova) Titoli: nobile trinciato, innestato d'azzurro e d'oro (citato in (4) – Vol. III pag. 411) trinciato innestato di azzurro e di oro (citato in LEOM) |
|        | Ghellini (Toscana) (DE) Blau-gold geviert: Platz 1 mit goldenen Lilien bestreut, Platz 2 belegt mit 1 blauen Adler, dieser überhöht von 1 an den Enden abgewinkelten roten Leiste, Platz 3 belegt mit 1 blauen Adler und Platz 4 mit goldenen Lilien besät (citato in (28)) |
|        | Ghello o Di Ser Ghello (Toscana) (DE) In Rot 1 dreisprossige goldene Leiter (citato in (28)) |
|        | Ghelthof (Venezia) (FR) Écartelé, aux 1 et 4, d'azur, à la fasce d'or, acc. en chef de trois besants rangés du même, ch. chacun d'une croisette de sable, aux 2 et 3, de sable, à un dauphin d'argent. A une rose de gueules, brochant en abîme sur l'écartelé. (citato in http://www.euraldic.com/lasu/bl/bl_g_he.html) |
|        | Gherardesca (Toscana) (DE) Gespalten: Rechts in Gold 1 rechtshalber schwarzer Adler am Spalt, links blau-silber geteilt (citato in (28)) |
|        | Gherardi (Pistoia) d'oro alla croce spinata di azzurro accantonata da quattro stelle a otto raggi d'azzurro (citato in (4) – Vol. III pag. 414) D'oro, alla croce spinata d'azzurro, accantonata da quattro stelle a otto punte dello stesso (citato in (15)) |
|        | Gherardi (Firenze) D'oro, alla croce spinata d'azzurro, accantonata da quattro stelle a otto punte dello stesso alias. D'oro, alla croce spinata d'azzurro, accantonata da quattro stelle a sei punte dello stesso (citato in (15)) (Immagine nella Raccolta stemmi Trippini (JPG).) (la blasonatura non è stata ancora caricata) (Immagine nella Raccolta stemmi Topoguz.) |
|        | Gherardi o Gherardi Piccolomini d'Aragona Dazzi del Turco (Pistoia, Firenze) croce doppiodentata di azzurro su oro accantonata da - 4 stelle (8 raggi) di azzurro su oro (citato in LEOM) |
|        | Gherardi (Firenze) Di..., a due pale di... conficcate per i manici sulle cime laterali di un monte di sei cime di... (citato in (15)) |
|        | Gherardi (Roma) d'argento, a due pale d'oro conficcate per i manici sulle cime laterali di un monte di sei cime di verde (Immagine nell' Archivio Storico Capitolino (PDF).) |
|        | Gherardi (Sansepolcro, Arezzo, Firenze) Di rosso, alla testa e collo di cavallo sfrenato d'argento (citato in (15)) |
|        | Gherardi (Livorno) Partito: nel 1º troncato: a/ di rosso, all'aquila dal volo abbassato al naturale, nascente dalla troncatura, b/ d'azzurro, allo scaglione d'oro, bordato d'argento; nel 2º d'azzurro, al cavallo inalberato d'argento, sormontato da tre stelle a cinque punte dello stesso, 1.2 (citato in (15)) |
|        | Gherardi (Pescia) Troncato cuneato: nel 1º d'argento, al corno da caccia di..., legato di..., sormontato dal motto SILE in caratteri di...; nel 2º di rosso pieno alias Troncato ondato: nel 1?? di... pieno; nel 2?? di..., al corno da caccia di..., legato di..., sormontato dal motto SILE in caratteri di... (citato in (15)) |
|        | Gherardi (Pisa) Di rosso, alla banda d'oro caricata di tre monti di tre cime dello stesso, posti nel senso della pezza (citato in (15)) |
|        | Gherardi (Siena) Di rosso, alla gemella in fascia d'oro, accompagnata da tre conchiglie dello stesso, 2.1 (citato in (15)) |
|        | Gherardi (Siena) Fasciato ondato di sei pezzi di nero e d'argento (citato in (15)) |
|        | Gherardi (Toscana) (DE) In Gold 1 blaues Zahnkreuz, bewinkelt von 4 achtstrahligen blauen Sternen (citato in (28)) |
|        | Gherardi (Toscana) (DE) In Gold 1 blaues Kreuz, bewinkelt von 4 achtstrahligen blauen Sternen (citato in (28)) |
|        | Gherardi (Toscana) (DE) In Gold 1 blaues Zahnkreuz (citato in (28)) |
|        | Gherardi (Toscana) d'oro, alla croce d'azzurro (DE) In Gold 1 blaues Kreuz (citato in (28)) |
|        | Gherardi o Gherardi della Scala (Toscana) (DE) In Blau 1 roter Schrägbalken, begleitet oben von 1 achtstrahligen goldenen Stern, unten von 1 achtstrahligen goldenen Stern und 1 silbernen Rose schrägbalkenweise am unteren Schildrand (citato in (28)) |
|        | Gherardi o Gherardi del Belle (Toscana) (DE) In Rot 3 blaue Balken, die oberen belegt mit je 3, der untere mit 1 silbernen Rose (citato in (28)) |
|        | Gherardi (Ovada) D'azzurro, al giglio d'oro posto nel cantone destro, accostato da una stella di sei raggi dello stesso, accompagnato nel capo da una stella di sei raggi d'oro, posta nel punto destro (citato in (31)) |
|        | Gherardi (Cesena) (la blasonatura non è stata ancora caricata) (citato in BLCW) Immagine in Blasone Cesenate. |
|        | Gherardi da Casole (Arezzo) D'oro, alla banda di nero alias D'oro, alla banda d'azzurro (citato in (15)) |
|        | Gherardi del Bello (Firenze) Fasciato di sei pezzi di rosso e d'azzurro, i tre pezzi del secondo caricati di sette rose d'argento, 3.3.1 (citato in (15)) |
|        | Gherardi del Nicchio (Firenze) D'oro, alla croce spinata d'azzurro caricata di una conchiglia d'argento e accantonata da quattro rocchi di scacchiere dello stesso (citato in (15)) |
|        | Gherardi della Scala (Firenze) D'azzurro, alla banda di rosso accostata da due stelle a otto punte d'oro, il tutto accompagnato in punta da una rosa d'argento (citato in (15)) |
|        | Gherardi dell'Opere (Firenze) Di..., alla banda di... caricata di tre foglie (pampini) di..., e accostata da tre foglie simili di..., 2.1 (citato in (15)) |
|        | Gherardi Dragomanni (Arezzo) di rosso, alla testa e collo di cavallo di argento di profilo verso destra (citato in (4) – Vol. III pag. 415) testa e collo di cavallo di argento di profilo su rosso (citato in LEOM) |
|        | Gherardi Lamberti Conci (Toscana) (DE) Unter 1 goldenen Schildhaupt im Zinnenschnitt, ledig blau (citato in (28)) |
|        | Gherardinghi (Verrucole, Sala di Piazza al Serchio, Gragno, Sommocolonia ecc.) d'azzurro, alla testa e collo di drago d'oro, linguata di rosso e coronata d'oro (citato in Francesco Boni de Nobili, Blasonario della Garfagnana, Lucca, Comunità montana della Garfagnana, 2007, p. 54, ISBN 978-88-7246-848-7.) |
|        | Gherardini di Montagliari (Firenze, Venezia, Roma) Titoli: Signori di Montagliari in Toscana, Marchesi di Bazzano, Scurano e Pianzo, Marchesi di San Polo d'Enza, Marchesi di Castelnuovo de' Gherardini, Patrizi di Reggio nell'Emilia, Patrizi Veneti. inquartato: nel primo e nel quarto d'oro all'aquila di nero coronata all'imperiale, nel secondo e nel terzo di rosso a tre fasce di vaio (citato in (4) – Vol. III pag. 417, citato in (15), citato in (16)) aquila bicipite di nero con corona reale di oro su oro - 3 fasce di vajo su rosso (citato in LEOM) Cimiero: l'aquila imperiale coronata di nero Arme in origine: Di rosso, a tre fasce di vaio (Volume V. Pagina 341,citato in (16)) Motto: Festina lente |
|        | Gherardini di Montagliari (Toscana) (DE) In Rot 3 oben im Zahnschnitt silberbordierte schwarze Balken (citato in (28)) Arme d'origine: Di rosso, a tre fasce di vaio. Motto: Festina lente |
|        | Gherardini di Montagliari (Toscana) (DE) In Rot 3 unten im Zahnschnitt blaubordierte silberne Balken (citato in (28)) Arme d'origine: Di rosso, a tre fasce di vaio. Motto: Festina lente |
|        | Gherardini di Montagliari. Arme d'Origine. di rosso a tre fasce di vaio (Immagine nella Raccolta stemmi Trippini (JPG).) |
|        | Gherardini di Montagliari. Ramo di Ferrara. Titolo: Nobili di Lendinara, Conti di Lusia, Nobili di Ferrara inquartato: nel primo e nel quarto con campo diviso di rosso e di nero al leone dell'uno nell'altro coronato di nero, nel secondo e nel terzo di rosso a tre fasce di vaio (citato in (21) – Vol. I pag. 367) |
|        | Gherardini di Montagliari, Ramo Parigi o Gherardini Parigi (Bologna, Venezia, Porcia) partito: nel 1º troncato; di azzurro a tre gigli d'argento; e d'oro al drago naturale con fascia di rosso sulla partizione; nel 2º interzato in fascia, d'oro, d'argento e di rosso; e sul tutto una colonna d'argento con la base e capitello d'oro, sormontata da un'aquila al naturale, coronata d'argento; accostata da quattro stelle a 5 punte, due e due, dell'uno nell'altro (Parigi dei Conti Sanseverino) (citato in (4) – Vol. III pag. 417) fascia di rosso su troncato di azzurro e di oro - 3 gigli di argento posti 1,2 su azzurro - drago passante al naturale su oro - colonna di argento con base e capitello di oro cimata da - aquila al naturale coronata di argento su - interzato in fascia di oro di argento e di rosso - 4 stelle (5 raggi) di cui 2 poste in fascia di rosso su argento e 2 poste in fascia di argento su rosso (citato in LEOM) Cimiero: l'aquila imperiale coronata di nero Motto: Festina lente                                                        |
|        | Gherardini (Pistoia) (DE) In Gold 1 blaues Zahnkreuz, bewinkelt von 4 achtstrahligen blauen Sternen (citato in (28)) |
|        | Gherardini (Pistoia) (DE) In Gold 2 einwärtsgekehrte rotbehalsbandete silberne Hunde, von beiden Seiten 1 schwebenden grünen Sechsberg besteigend und 1 mit 1 silbernen Flügel besetzte tablettähnliche naturfarbene Figur haltend (citato in (28)) |
|        | Gherardini o Gherardini della Rosa (Toscana) (DE) In Blau 1 goldener Löwe, 1 natürliche grünbeblätterte goldene Rose haltend und rechts, links und unten schildbordweise begleitet von 9 goldenen Kreuzen (citato in (28)) |
|        | Gherardini (Roma, Cesenatico) d'oro a tre fasce di rosso caricate di tre serpenti ondeggianti di nero (citato in (4) – Vol. III pag. 416) 3 serpenti ondeggianti in fascia di nero su - 3 fasce di rosso su oro (citato in LEOM) |
|        | Gherardini (Pistoia, Firenze) D'oro, a due cani controrampanti d'argento, collarinati di rosso, sostenuti da un monte di sei cime di verde, e sostenenti un semivolo di nero alias D'oro, a due cani controrampanti d'argento, collarinati di rosso, sostenuti da un monte di sei cime di verde, e sostenenti un semivolo d'argento alias D'azzurro, a due cani controrampanti d'argento, collarinati di rosso, sostenuti da un monte di sei cime di verde, e sostenenti un semivolo d'oro alias D'azzurro, a due cani controrampanti d'argento, collarinati di rosso, sostenuti da un monte di sei cime di verde, e sostenenti un semivolo d'argento (citato in (15)) |
|        | Gherardini della Rosa (Firenze) D'azzurro, seminato di crocette patenti e pieficcate d'oro, al leone attraversante dello stesso, tenente un ramo di rosaio di verde, fiorito di un pezzo d'oro alias D'azzurro, seminato di crocette patenti e pieficcate d'oro, al leone attraversante dello stesso, tenente un ramo di rosaio di verde, fiorito di due pezzi d'oro alias D'azzurro, seminato di crocette trifogliate e pieficcate d'oro, al leone attraversante dello stesso, tenente un ramo di rosaio di verde, fiorito di un pezzo d'oro alias D'azzurro, seminato di crocette trifogliate e pieficcate d'oro, al leone attraversante dello stesso, tenente un ramo di rosaio di verde, fiorito di due pezzi d'oro alias D'azzurro, seminato di crocette ricrociate e pieficcate d'oro, al leone attraversante dello stesso, tenente un ramo di rosaio di verde, fiorito di un pezzo d'oro alias D'azzurro, seminato di crocette ricrociate e pieficcate d'oro, al leone attraversante dello stesso, tenente un ramo di rosaio di verde, fiorito di due pezzi d'oro (citato in (15)) |
|        | Gherardi Piccolomini d'Aragona Dazzi del Turco (Firenze) d'oro alla croce spinata di azzurro accantonata da 4 stelle di 8 raggi del secondo Motti: 1. A Deo et rege 2. Inter sidera fulget (citato in (4) – Vol. III pag. 416) |
|        | Gherardus (Toscana) (DE) Ledig silber? (citato in (28)) |
|        | Gherighellis de Carono (la blasonatura non è stata ancora caricata) (citato in DAlena) |
|        | Gherucci (Toscana) (DE) In Silber 1 blauer Zirkel, allseitig begleitet von 4 achtstrahligen blauen Sternen (citato in (28)) |
|        | Ghesio e Ghesio Volpengo (Mondovì) D'argento, a tre ramarri di verde, posti in palo e ordinati in fascia, con il capo d'azzurro, carico di tre stelle d'oro, ordinate in fascia (citato in (18)) |
|        | Ghetaldi (Dalmazia) d'azzurro, alla banda d'oro, caricata di tre gigli di rosso, posti nel senso della banda, e accompagnata da due stelle (8) d'argento (citato in (10)) (FR) D'azur, à la bande d'or, ch. de trois fleurs-de-lis de gueules, posées dans le sens de la bande, et acc. de deux étoiles (8) d'argent. Casque couronné. (citato in (10)) |
|        | Ghetaldi-Gondola (Dalmazia) partito: nel 1º d'azzurro, alla banda d'oro, caricata di tre gigli di rosso, posti nel senso della banda, e accompagnata da due stelle (8) d'argento (Ghetaldi); nel 2º palato d'argento e d'azzurro, alla fascia di rosso attraversante sul palato (Gondola) (citato in (10)) (FR) Parti: au 1, les armes précédentes de Ghetaldi; au 2, les armes de Gondola, qui sont palé d'argent et d'azur, à la fasce de gueules, brochant sur le palé. Casque couronné. (citato in (10)) |
|        | Ghetti Titoli: nobile di Ferentino di rosso a due torri d'argento, una accanto all'altra, sormontate dalla mezzaluna montante dello stesso e accompagnate in punta da un monte di tre cime di verde (citato in (4) – Vol. III pag. 418) 2 torri gemelle di argento su rosso aperte e finestrate del campo - luna di argento in alto su rosso - monte a 3 cime di verde uscente dalla punta su rosso (citato in LEOM) |
|        | Ghetti (Firenze) Di..., allo scaglione di..., accompagnato da tre stelle a otto punte di..., 2.1 alias Di..., allo scaglione di..., accompagnato da tre stelle a sei punte di..., 2.1 alias Di..., allo scaglione di..., cimato da un giglio di... e accompagnato in capo da due stelle a otto punte di... (citato in (15)) |
|        | Ghetti (Toscana) (DE) 1 erniedrigter Sparren, begleitet oben von 1 Lilie zwischen 2 achtstrahligen Sternen, unten von 1 achtstrahligen Stern (citato in (28)) |
|        | Ghettini (Firenze) D'azzurro, al filetto ondato in banda d'oro, accompagnato da tre monti di tre cime d'oro, 2.1; e al capo cucito d'Angiò alias D'azzurro, al filetto ondato in banda d'argento, accompagnato da tre monti di tre cime d'oro, 2.1; e al capo cucito d'Angiò alias D'azzurro, al filetto ondato in banda d'oro, accompagnato da tre monti di tre cime dello stesso, 2.1; e alla croce di Pisa posta nel cantone sinistro del capo (citato in (15)) |
|        | Ghezzi (Ravenna) d'azzurro, all'aquila losangata d'argento e di nero, al volo abbassato, membrata, rostrata (imbeccata) e coronata d'oro (citato in (2) – pag. 2, in (6) - pag. 95 e in DAlena) |
|        | Ghezzi (Lecce) Titolo: duca di Carpignano troncato: nel 1º d'azzurro ad un monte al naturale accompagnato in capo da una stella ad otto raggi d'argento; nel 2º d'argento ad una fascia di rosso (citato in (4) – Vol. III pag. 419 e in (19)) monte al naturale uscente dalla troncatura su azzurro sormontato da - stella (8 raggi) di argento - fascia di rosso su argento (citato in LEOM) alias troncato 1° d'azzurro al monte di verde, alla fascia d'oro, 2° di rosso (citato in (19)) |
|        | Ghezzi (Lecce) fascia di oro su troncato di azzurro e di rosso - stella (8 raggi) di oro monte di verde uscente dalla fascia su azzurro (citato in LEOM) |
|        | Ghezzi (Roma, Arezzo) di azzurro alla testa di moro attortigliata di argento (citato in (4) – Vol. III pag. 419) testa di moro di profilo al naturale attorcigliata di argento su azzurro (citato in LEOM) |
|        | Ghezzi (Cesena) (la blasonatura non è stata ancora caricata) (citato in BLCW) Immagine in Blasone Cesenate. |
|        | Ghezzo (Chioggia) (la blasonatura non è stata ancora caricata) (citato in Araldica gentilizia (archiviato dall'url originale il 5 marzo 2016).) |

### Ghi
| Stemma | Casato e blasonatura |
| ------ | --- |
|        | Ghiandaroni (Siena) Troncato d'azzurro e d'oro, a tre alberi recisi dell'uno nell'altro, 2.1 (citato in (15)) |
|        | Ghiandoncini (Firenze) D'azzurro, al crescente volto in banda d'argento e alla bordura spinata dello stesso (citato in (15)) |
|        | Ghibellini (Prato) Troncato d'azzurro e di rosso, al leone leopardito d'oro nel primo, e alla fascia d'azzurro passata sulla partizione e caricata di tre stelle a sei punte d'oro (citato in (15)) |
|        | Ghiberti (Firenze) D'argento, all'aquila dal volo abbassato d'azzurro (citato in (15)) |
|        | Ghidinelli (Avenone) di rosso a un giglio stilizzato d'argento, sostenente una croce dorata (citato in Piovanelli) |
|        | Ghieri (Firenze) D'argento, alla banda d'oro, caricata di tre rose di rosso (citato in (15)) |
|        | Ghietti o Ghiglietti (Carmagnola) D'argento, mantellato di rosso (citato in (18)) |
|        | Ghiglieri (Cuorgnè, Roma) Titolo: conti d'azzurro a tre bande di oro; la prima caricata di una piccola aquila bicipite di nero, coronata nelle due teste, attraversante nel campo (citato in (4) – Vol. III pag. 419 e in (18)) 3 bande di oro su azzurro - di cui la prima caricata di una piccola aquila bicipite di nero coronata su ambo le teste di oro (citato in LEOM) |
|        | Ghignone (Chieri) Un'ancora di mare in campo mezzo azzurro e mezzo bianco con due stelle in campo azzurro (citato in (18)) |
|        | Ghigo o Guigo (Druento, Savigliano) Titolo: nobile Troncato, al 1° d'azzurro, alla stella (8) d'argento, al 2° mareggiato d'azzurro e d'argento, con l'isola d'argento e un monte fondato sulla medesima, di verde, il monte aperto, dentro al quale vi è un cavallo d'oro (citato in (18)) di azzurro spaccato, nel primo una stella d'otto raggi d'argento, e nel secondo ondato un'isola pure d'argento, con una montagna spaccata, ed aperta di verde, dentro la quale vi è un cavallo (citato in (27)) Cimiero: una stella d'oro con una pietra rossa, o sia rubino Motto: Δακτύλιος γιγουνης |
|        | Ghilini o Ghiglini (Alessandria) Titolo: marchesi di Maranzana (1670), Sezzè (ante 1689 e poi 1726) e Gamalero (1438 e poi 1726), conti di Rivalta (1680), Pavone (1676) e Asuni, conti dell'Impero (1810), signori di Borgoratto (1438), Castelceriolo (1439) e Movarone (1494). D'azzurro, al leone coronato d'argento, armato e linguato di rosso Francesco Guasco, Tav I, in Tavole genealogiche di famiglie nobili alessandrine e Monferrine dal secolo IX al XX, volume VI, Alessandria, 1930.                                                                                               |
|        | Ghilini-Pettenari (Alessandria) Descrizione: Partito, semitroncato, al 1° d'azzurro, al leone coronato d'argento, al 2° d'oro, all'aquila coronata, di nero, al 3° d'argento pieno, con la fascia di rosso, carica di due pettini d'argento, uno accanto all'altro, attraversante sulla troncatura (citato in (18)) |
|        | Ghilione o Ghiglione Titolo: consignori di Moriondo di Villareggia Troncato di rosso e d'azzurro, a cinque pugnali d'argento, uscenti dalla partizione, due rovesciati nel primo campo, tre alternati ai primi, nel secondo (citato in (18)) |
|        | Ghiliossi o Ghigliossi o Ghigliozzi (Mondovì) Titolo: conti di Lemie D'azzurro, a due bande d'argento, con un giglio dello stesso nel capo alias D'azzurro, a due bande d'argento, con un giglio d'oro nel capo alias Di rosso, a due cotisse d'oro, con un giglio del secondo nel capo Motto: Non pereo (citato in (18)) |
|        | Ghiliotti o Ghigliotti (San germano) Inquartato, al 1° e 4° d'azzurro, a tre bande di rosso, cucite, al 2° e 3° d'azzurro, al leone (quello del terzo punto rivoltato) d'oro Motto: Aut vincere aut mori (citato in (18)) |
|        | Ghimberti o Ghimberti della Scala (Firenze) D'oro, all'aquila dal volo abbassato di nero (citato in (15)) (DE) In Gold 1 schwarzer Adler (citato in (28)) |
|        | Ghinetti (Firenze) Troncato: nel 1º d'azzurro, al leone leopardito rivolto d'oro; nel 2º d'azzurro, a tre bande di rosso (citato in (15)) alias D'azzurro, a tre bande di rosso; e al capo pure d'azzurro, caricato di un leone leopardito rivolto d'oro (citato in (15)) (DE) Unter 1 blauen Schildhaupt, darin 1 linksgewendeter schreitender goldener Löwe, in Blau 3 rote Schrägbalken (citato in (28)) |
|        | Ghinghi (Firenze) D'azzurro, alla croce d'oro caricata di cinque rose di rosso, 1.3.1 (citato in (15)) |
|        | Ghini (Siena, Cesena, San Marino, Firenze) partito d'oro e d'azzurro, a tre crescenti, due affrontati nel capo, dell'uno nell'altro, e uno montante in punta dell'uno all'altro (citato in (4) - Vol. III pag. 419 e in (6) – pag. 124) 3 lune partite di azzurro e di oro su partito di oro e di azzurro 2 di esse affrontate e una montante poste 2,1 (citato in LEOM) |
|        | Ghini (Cesena, Firenze) 3 lune di cui 2 in alto affrontate partite di oro e di azzurro su partito di azzurro e di oro - quella in basso montante partita di oro e di azzurro su partito di azzurro e di oro (citato in LEOM) |
|        | Ghini (Cesena) (la blasonatura non è stata ancora caricata) (citato in BLCW) Immagine in Blasone Cesenate. |
|        | Ghini (Firenze) Partito d'argento e d'azzurro, a due stelle a otto punte dell'uno nell'altro alias Partito d'oro e d'azzurro, a due stelle a otto punte dell'uno nell'altro (citato in (15)) |
|        | Ghini (Firenze) Di..., a sei rose di..., 3.2.1 (citato in (15)) |
|        | Ghini (Siena) Partito d'oro e d'azzurro, a tre crescenti, 2.1, i due dell'uno nell'altro affrontati, e l'uno attraversante dell'uno all'altro montante (citato in (15)) |
|        | Ghini (Siena) Di rosso, alla testa di cervo d'oro (citato in (15)) |
|        | Ghini (Siena) D'azzurro, a due frecce decussate d'oro (citato in (15)) |
|        | Ghini (Siena) Troncato: nel 1º d'azzurro, al cervo saliente d'oro, nascente dalla troncatura; nel 2º d'oro, al monte di sei cime d'azzurro (citato in (15)) |
|        | Ghini (Siena) (la blasonatura non è stata ancora caricata) (citato in BNDD) Immagine ne L'araldica sarteanese nei secoli. |
|        | Ghini Bandinelli (Siena) D'azzurro, alla gemella in fascia d'oro, accompagnata da tre conchiglie dello stesso, 2.1; il tutto abbassato sotto il capo dell'Impero (citato in (15)) |
|        | Ghinocci (Siena) Di..., allo scaglione di..., accompagnato da tre leoncelli di..., 2.1 alias Di..., allo scaglione di..., accompagnato da tre leoni leoparditi di..., 2.1 (citato in (15)) |
|        | Ghinozzi (Toscana) (DE) Unter 1 silbernen Schildhaupt in Schwarz 3 silberne Balken (citato in (28)) |
|        | Ghinozzi (Toscana) (DE) In Silber 6 schwarze Balken (citato in (28)) |
|        | Ghinucci (Siena) Di vaio, alla biscia guizzante in palo di verde alias Di vaio, alla biscia guizzante in palo di verde, la biscia sormontata da uno scudetto rotondo di..., caricato di una croce d'oro (citato in (15)) |
|        | Ghinucci (Cesena) (la blasonatura non è stata ancora caricata) (citato in BLCW) Immagine in Blasone Cesenate. |
|        | Ghiori (Firenze) D'argento, al leone al naturale, tenente fra le branche anteriori una croce latina di rosso (citato in (15)) |
|        | Ghiotti (Casale) Titolo: consignori di Villanova Monferrato Troncato, al 1° d'oro al leone (?) di rosso, al 2° d'oro al capopalo di [...], con tre bande d'azzurro passanti (citato in (18)) |
|        | Ghirelli (Modena, Mirandola) di azzurro alla ruota di otto raggi, dentata di undici pezzi, infissa ad un palo, il tutto d'oro; il palo piantato a sinistra su di un terrazzo con tre monti a destra. al naturale; al sole pure d'oro nel canton destro del capo (citato in (4) – Vol. III pag. 420) ruota di timone marino (ruota dentata?) di oro posto su pianura al naturale da cui sorgono 3 monti al naturale verso sinistra su azzurro - sole raggiante di oro in alto a sinistra su azzurro (citato in LEOM)                                                                                |
|        | Ghiringhellis de Mediolano (la blasonatura non è stata ancora caricata) (citato in DAlena) |
|        | Ghirlanda (Carrara, Camajore) d'oro all'aquila di nero, coronata del campo rostrata di rosso, afferrante con gli artigli una ghirlanda di rose al naturale (citato in (4) – Vol. III pag. 421) aquila di nero coronata di oro su oro afferrante con gli artigli una corona di rose di rosso su oro (citato in LEOM) Cimiero: l'aquila nascente di nero |
|        | Ghironi (Parma) di azzurro ai tre monti livellati; quello di mezzo sostenente un albero frondoso e quello di sinistra un ghiro che posa le zampe anteriori al tronco dell'albero, il tutto la naturale; l'albero accompagnato in capo da tre stelle d'oro, male ordinate (citato in (4) – Vol. III pag. 421) albero al naturale su 3 monti dello stesso uscenti dalla punta su azzurro accompagnato a destra da - un ghiro rampante al naturale sormontato da - 3 stelle (5 raggi) di oro poste 1,2 su azzurro (citato in LEOM)                                                                    |
|        | Ghiselli (Bologna) troncato: nel 1º d'azzurro, al leone nascente tenente fra le zampe un giglio d'oro; nel 2º d'oro, a tre gigli d'azzurro (citato in (11) – pag. 342) |
|        | Ghiselli (Ravenna) leone rampante nascente dalla troncatura di oro su azzurro giglio di giardino al naturale tra le anteriori - 3 gigli di azzurro su oro posti 1,2 (citato in LEOM) |
|        | Ghiselli (Firenze) D'argento, al capo d'azzurro caricato di tre stelle a otto punte d'oro (citato in (15)) |
|        | Ghiselli (Firenze) D'azzurro, alla fascia diminuita di rosso, accompagnata superiormente da un leone nascente dalla fascia stessa e tenente un giglio, e inferiormente da tre gigli, 1.2, il tutto d'oro alias Troncato: nel 1º d'oro, al leone nascente rivolto al naturale, tenente un giglio d'oro; nel 2º d'azzurro, a tre gigli d'oro, 1.2; e alla fascia diminuita di nero, passata sulla troncatura (citato in (15)) |
|        | Ghiselli (Cesena) (la blasonatura non è stata ancora caricata) (citato in BLCW) Immagine in Blasone Cesenate. |
|        | Ghisellieri (Cesena) (d'argento, a tre bande di rosso) (citato in BLCW) Immagine in Blasone Cesenate. |
|        | Ghisi (Firenze, Colle) Troncato in scaglione di rosso e d'argento (Immagine nella Raccolta stemmi Trippini (JPG).) alias Di rosso, alla punta d'argento (citato in (15)) |
|        | Ghisi (Venezia) di rosso, alla punta d'argento (citato in (2) – pag. 438, in (6) - pag. 150 e in DAlena) |
|        | Ghisi (Soresina) Titolo: nobili di rosso, alla punta d'argento (citato in BLCR) Immagine in Blasonario Cremonese (archiviato dall'url originale il 5 marzo 2017). |
|        | Ghisi (Toscana) (DE) Durch 1 eingebogene erniedrigte Spitze rot-silber geteilt (citato in (28)) |
|        | Ghisi (Nizza) Titolo: conti di Saint Sauveur; signori di Castelnuovo; consignori di Fogassieras, Gorbio Troncato, al 1° d'azzurro, a tre stelle d'argento, male ordinate; al 2° di rosso, a due colombe, al naturale, affrontate, tenenti ciascuna con il becco un ramoscello d'olivo, di verde; con la fascia d'argento sulla partizione (citato in DAlena e in (18)) |
|        | Ghisi (Cesena) (di rosso, alla punta d'argento) (citato in BLCW) Immagine in Blasone Cesenate. |
|        | Ghislanzoni (Venezia) (FR) D'azur, au lion d'or, tenant de ses pattes une bannière de gueules, flottant vers senestre. Devise: NIHIL TIMEO NISI TURPIA (citato in http://www.euraldic.com/lasu/bl/bl_g_hi.html) |
|        | Ghisilardi (Bologna) inquartato: nel 1º e 4º troncato d'argento e di rosso, alla fascia d'oro, caricata di tre bande d'azzurro, attraversante sulla partizione, alla bordura di (?) caricata di dodici torte di (?); nel 2º e 3º troncato d'azzurro e d'argento, al leone pure d'argento passante sulla partizione, al capo d'Angiò (citato in (11) – pag. 345) |
|        | Ghislarengo o De Ghislarengo (Vercelli?) Partito d'azzurro e di rosso, al corno di nero sul tutto, con il capo d'oro, carico di un'aquila, di nero Motto: Maximum scutum est virtus mortalibus (citato in (18)) |
|        | Ghislieri (Bologna) bandato d'oro e di rosso (citato in (6) – pag. 111 e in (11) - pag. 348) |
|        | Ghislieri (Torino) d'oro a tre bande di rosso (citato in (4) – Vol. III pag. 100 e pag. 422) 3 bande di rosso su oro (citato in LEOM) |
|        | Ghislieri o Ghisilieri (Sale di Tortona, Bosco) Titolo: conti di Ronsecco D'oro, a tre bande di rosso alias Bandato d'oro e di rosso (citato in (18)) bandato di oro e di rosso (citato in LEOM) |
|        | Ghislieri o Ghisilieri (Sale di Tortona, Bosco) Titolo: nobili; marchesi D'oro, a tre bande di rosso alias Bandato d'oro e di rosso (citato in (18)) bandato di oro e di rosso (citato in LEOM) |
|        | Ghislieri (Jesi) di rosso a tre bande d'oro col capo di rosso caricato di una stella d'oro a sei punte (citato in (4) – Vol. III pag. 423) 3 bande di oro su rosso - stella (6 raggi) di oro su rosso in capo (citato in LEOM) Cimiero: la figura della giustizia Motto: Iustitia omnium dominatrix |
|        | Ghislieri (Roma) bandato d'oro e di rosso (Immagine nell' Archivio Storico Capitolino (PDF) (archiviato dall'url originale il 4 marzo 2016).) |
|        | Ghisolfi o Ghisulfi (Cuneo) Titolo: nobile Troncato di rosso e d'azzurro, al grifone d'oro (citato in (18) e in (27)) spaccato di rosso sopra azzurro con un grifone d'oro sopra il tutto (citato in (27)) Cimiero: il grifone del campo / un grifone d'oro Motto: Volenti nihil difficile |
|        | Ghisolfi (Mantova, Cremona, Vimercate) Troncato di rosso e d'azzurro, al grifone d'argento alias Troncato d'azzurro e di rosso, al grifone d'argento (citato in (18)) |
|        | Ghivizzani (Lucca) semitroncato, partito: nel 1º d'argento al leone passante d'azzurro sulla troncatura; nel 2º palato d'argento e d'azzurro; nel 3º d'argento all'aquila bicipite coronata d'oro uscente dalla partizione (citato in (4) – Vol. III pag. 424) leone passante sulla partizione di azzurro su argento - palato di argento e di azzurro - mezza aquila bicipite di nero coronata di oro uscente dalla partizione su argento (citato in LEOM) Cimiero: leone linguato di rosso Motto: Vidi Deus                                                                                       |
|        | Ghivizzani (Lucca, Firenze) Partito: nel 1º palato di sei pezzi d'argento e d'azzurro, al capo del primo caricato di un leone leopardito del secondo; nel 2º d'argento, all'aquila dal volo abbassato di nero, coronata d'oro, uscente dalla partizione (citato in (15)) |